# 有泽广巳
有泽广巳（日語：有沢 広巳/ありさわ ひろみ，1896年2月16日—1988年3月7日），日本统计学家、经济学家，曾是日本首相吉田茂的私人顾问，曾聘任东京大学、法政大学名誉教授，在学术上实证了“道格拉斯-有泽定律”。